# Semaeopus subfuscata
Semaeopus subfuscata là một loài bướm đêm trong họ Geometridae.